# Hoplandrothrips jennei
Hoplandrothrips jennei är en insektsart som först beskrevs av Jones 1912.  Hoplandrothrips jennei ingår i släktet Hoplandrothrips och familjen rörtripsar. Inga underarter finns listade i Catalogue of Life.